# Periódico extraordinario de Reus
El Periódico extraordinario de Reus va ser una publicació sortida a Reus el 1813 durant la Guerra del francès.
El títol complet era: Periódico extraordinario de Reus del lunes 11 de octubre de 1813. Primer Exército. E. M. Quartel General de Esparraguera, 6 de octubre de 1813. San Fernando, Ausona y Tarragona. Orden General, i consistia en un full mida foli imprès per una sola cara “en la Oficina de Rubió” a Reus. L'impressor Josep Rubió va ser molt actiu durant aquells anys, i rebia encàrrecs tant de l'exèrcit d'ocupació francès com dels exèrcits espanyols.
Aquest número conté un ban del general en cap del primer exèrcit Francisco de Oliver-Copons y Méndez-Navia, que explica la victòria de la brigada del coronel Llauder vora la ciutat d'Olot contra un enemic molt superior en efectius comandat pel general Petit i dona detalls sobre les posicions que ocupaven a la dreta i a l'esquerra de Sant Privat d'en Bas. L'historiador de la cultura reusenca Joaquim Santasusagna diu que "el feia imprimir l'Estat major del Primer Exèrcit espanyol en lluita amb els francesos. Portava “partes” de l'Exèrcit i noves sobre la guerra a Europa contra Napoleó”.
El periòdic consistia en un full mida foli imprès per una sola cara amb una tipografia molt neta. Es conserva un altre número del dia 5 d'octubre, també mida foli i a una cara imprès per Rubió “en el colegio de san Juan” i conté: "Notícias estrangeras de oficio" referents a la guerra contra Napoleó i "Posiciones de los exércitos francés, austríaco e inglés en Italia en el golfo Adriático", segons Manuel Gómez Imaz, que devia tenir aquests exemplars.